# Błędne koło ubóstwa
Błędne koło ubóstwa – wysoki wzrost gospodarczy przy niskim poziomie PKB per capita determinuje wzrost rodności, te zaś obniżają poziom kapitału ludzkiego, co ogranicza w przyszłości stopę wzrostu gospodarczego i utrwala ubóstwo. Jest zagrożeniem w dużych krajach rozwijających się – Indie, Tajlandia itp. W krajach tych występuje wysoki PKB ogółem oraz duża liczba mieszkańców, co indukuje spadek PKB per capita.
Alternatywnie przez błędne koło ubóstwa rozumie się „zespół czynników lub
zdarzeń powodujących, że w braku zewnętrznych działań istnieje wysokie
prawdopodobieństwo utrzymywania się ubóstwa”.